# 李戒丕
李戒丕（9世纪？—897年），唐朝宗室，唐末延王，唐玄宗第二十子延王李玢的后裔。
乾宁二年（895年）王行瑜、李茂贞进犯长安，唐昭宗逃到南山。派遣延王李戒丕前赴河中，催促李克用下令开进军队。七月二十七日，李克用的军队从河中出发。唐昭宗再派供奉官张承业前往李克用的军营。八月，李克用大军进至渭桥，击败王行瑜，李茂贞请和。昭宗再次派遣延王李戒丕、丹王李允传谕李克用，命令暂且赦免李茂贞，全力讨伐王行瑜。昭宗命延王李戒丕、丹王李允拜李克用为兄长。
李克用在渭水以北一带驻扎时，李茂贞、韩建惧怕他，侍奉朝廷的礼节十分恭谦。李克用撤军后，李茂贞、韩建二人开始骄横傲慢。昭宗从石门返回京师，在左、右神策军外，又置安圣军、捧宸军、保宁军、宣化军等军队，挑增补几万人，命令诸王统领。延王李戒丕和继任覃王李嗣周又自己招募属下人马几千人。李茂贞布署军队扬言要前赴京师。昭宗命通王李滋和覃王李嗣周、延王李戒丕分别带领各军，护卫京师一带，并命李戒丕到三桥驻扎。李茂贞于是上表：“延王李戒丕无故率军讨伐我，我现在率军赴京师请朝廷治罪。”乾宁三年（896年）七月，李茂贞进军逼近京师长安。延王李戒丕说：“现在关中藩镇不可依靠，不如渡黄河到太原去避难，我请求先去告诉河东节度使李克用。”七月十七日，昭宗逃到华州。
乾宁四年（897年）八月，延王李戒丕从晋阳返回华州，韩建诬陷诸王谋逆，与知枢密刘季述发兵围攻十六宅，韩建把通王李滋（通王李谌后代）、沂王、睦王李倚、济王（济王李環后代）、韶王（韶王李暹后代）、皇叔祖彭王李惕、嗣韩王李克良（韩王李迥后代）、陈王（陈王李珪后代）、覃王李嗣周、延王李戒丕、丹王李允（丹王李逾后代）十一王裹挟到华州西部的石堤谷，全部杀掉，然后奏报唐昭宗说十一王因谋反而被处死。